# عرق (جيولوجيا)

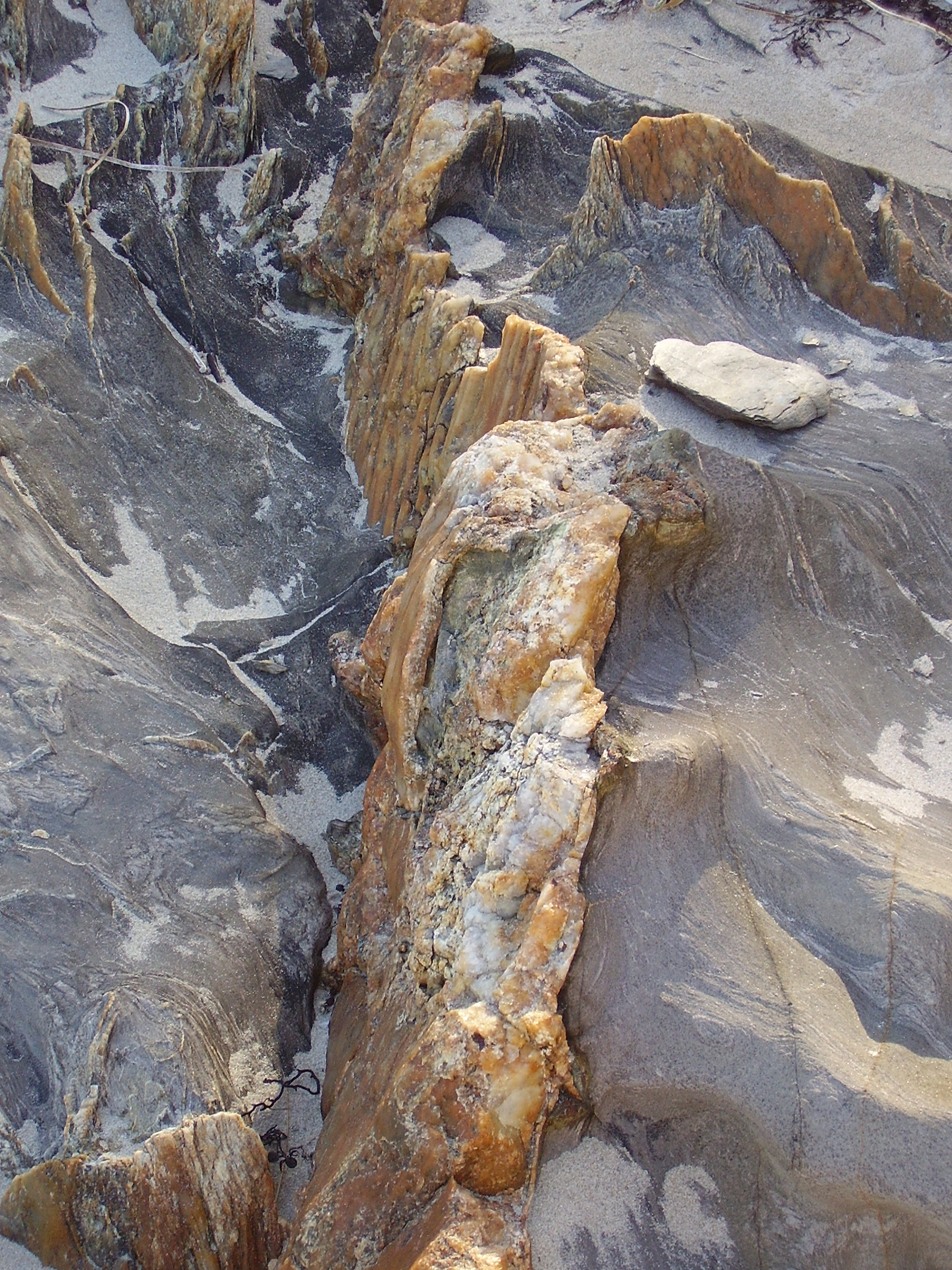
عرق بارز من الكوارتز بين صخور خاضعة لعوامل الحت والتعرية

العرق في الجيولوجيا عبارة عن تجمع متمايز لكتل من معدن متبلور داخل الصخور. تتشكل العروق عندما تُحمَل المكونات المعدنية من قبل المحاليل المائية داخل كتلة الصخرة ثم تحدث عليها عملية ترسيب؛ ويكون جريان الموائع الواقع وفقاً لعمليات توزيع حرمائي.

## اقرأ أيضاً
- جيولوجيا اقتصادية